# Live at Shepherd's Bush Empire
Live at Shepherd's Bush Empire es un DVD - grabado en full camera 8 y en normal aspect ratio - lanzado al mercado el 19 de noviembre de 2001 en Región 0 y el 19 de febrero de 2002 en Región 1, por la cantante y compositora islandesa Björk. Este DVD está formado por 17 canciones que fueron interpretadas en un show gratuito solo para miembros del fan club que tuvo lugar en Londres en Shepherds Bush Empire el 27 de febrero de 1997.
El concierto fue grabado al final de la gira Post el 27 de febrero de 1997. La mayoría de las canciones son del álbum Post, aunque también hay de Debut. La canción «I Go Humble» es una Cara B, y aparece en el sencillo de Isobel. Durante el concierto Björk consultó al público qué canción querían que tocara, una de ellas fue «Venus as a Boy».
Muchas de las actuaciones del concierto pueden ser encontradas en Post Live, lanzado como parte de la caja recopilatoria Live Box en 2003 y luego disponible separadamente. La canción que aparece en los créditos finales es «Glóra», una canción instrumental de flauta grabada por Björk cuando estaba en The Elgar Sisters. Dos canciones que fueron tocadas en el concierto fueron omitidas del DVD - It's Oh So Quiet y Big Time Sensuality - son tocadas después de la última canción «Violently Happy».

## Lista de canciones
| Live at Shepherd's Bush Empire en inglés (Dolby Digital 2.0 Stereo) |                              |          |  |
| N.º                                                                 | Título                       | Duración |  |
| 1.                                                                  | «Headphones»                 |          |  |
| 2.                                                                  | «Army of Me»                 |          |  |
| 3.                                                                  | «One Day»                    |          |  |
| 4.                                                                  | «The Modern Things»          |          |  |
| 5.                                                                  | «Venus As A Boy»             |          |  |
| 6.                                                                  | «You've Been Flirting Again» |          |  |
| 7.                                                                  | «Isobel»                     |          |  |
| 8.                                                                  | «Possibly Maybe»             |          |  |
| 9.                                                                  | «I Go Humble»                |          |  |
| 10.                                                                 | «Big Time Sensuality»        |          |  |
| 11.                                                                 | «Hyperballad»                |          |  |
| 12.                                                                 | «Enjoy»                      |          |  |
| 13.                                                                 | «Human Behaviour»            |          |  |
| 14.                                                                 | «The Anchor Song»            |          |  |
| 15.                                                                 | «I Miss You»                 |          |  |
| 16.                                                                 | «Crying»                     |          |  |
| 17.                                                                 | «Violently Happy»            |          |  |

| Canciones omitidas del DVD |                       |          |  |
| N.º                        | Título                | Duración |  |
| 1.                         | «It's Oh So Quiet»    |          |  |
| 2.                         | «Big Time Sensuality» |          |  |